# 잠실고등학교
잠실고등학교(蠶室高等學校)는 대한민국 서울특별시 송파구 신천동에 있는 공립 고등학교이다.

## 학교 연혁
- 1982년 11월 : 잠실고등학교 설립 인가(36학급)
- 1983년 1월 : 초대 남정진 교장 취임
- 1983년 3월 : 제1회 입학식(12학급 732명)
- 1983년 4월 : 개교식
- 1986년 2월 : 제1회 졸업식(695명)
- 1989년 3월 : 체육관 준공
- 2002년 4월 : 정보관 준공
- 2007년 2월 : 면학관(학교식당 등) 준공
- 2009년 12월 : 태권도관 개관
- 2022년 2월 : 제37회 졸업식(201명) 총 졸업생수 22,739명
- 2022년 3월 : 제40회 입학식(9학급 194명)
- 2022년 9월 : 제17대 이상수 교장 취임

## 참고 자료
- 잠실고등학교 - 한국교육학술정보원 학교알리미